# 운학초등학교
운학초등학교는 대한민국 경기도 용인시 처인구에 있는 공립 초등학교이다.

## 학교 연혁
- 1937년 4월 20일 김량 공립보통학교 부설 운학간이학교 설립인가
- 1937년 5월 1일 개교
- 1944년 4월 1일 운학국민학교 승격 인가
- 1985년 9월 2일 병설유치원 개원
- 1991년 12월 26일 급식소 신축
- 1996년 3월 1일 운학초등학교로 개명
- 1996년 3월 1일 경기도교육청 농촌소규모학교 현대화 육성교로 지정
- 2012년 3월 1일 제26대 문정교 교장 부임
- 2015년 2월 11일 제30회 유치원 졸업
- 2015년 2월 13일 제66회 초등학교 17명 졸업
- 2015년 3월 1일 7학급, 유치원 1학급 편성